# Leichtathletik-Weltmeisterschaften 2023/Teilnehmer (Neuseeland)
| Goldmedaillen | Silbermedaillen | Bronzemedaillen |
| ------------- | --------------- | --------------- |
| —             | —               | —               |

Der Leichtathletikverband von Neuseeland nahm an den Leichtathletik-Weltmeisterschaften 2023 in Budapest teil. 19 Athletinnen und Athleten wurden vom neuseeländischen Verband nominiert.

## Ergebnisse

### Männer

#### Laufdisziplinen
| Athlet         | Disziplin        | Vorlauf     | Vorlauf | Halbfinale  | Halbfinale | Finale      | Finale |
| Athlet         | Disziplin        | Zeit        | Platz   | Zeit        | Platz      | Zeit        | Platz  |
| -------------- | ---------------- | ----------- | ------- | ----------- | ---------- | ----------- | ------ |
| Tiaan Whelpton | 100 m            | 10,26 s     | 06      | DNQ         | DNQ        | –           | –      |
| Brad Mathas    | 800 m            | 1:45,95 min | 05      | DNQ         | DNQ        | –           | –      |
| James Preston  | 800 m            | 1:46,84 min | 06      | DNQ         | DNQ        | –           | –      |
| Sam Tanner     | 1500 m           | 3:46,93 min | 04      | 3:36,58 min | 08         | DNQ         | DNQ    |
| George Beamish | 3000 m Hindernis | 8:16,36 min | 02      |             |            | 8:13,46 min | 05     |

#### Sprung/Wurf
| Athlet      | Disziplin   | Qualifikation | Qualifikation | Finale     | Finale |
| Athlet      | Disziplin   | Weite/Höhe    | Platz         | Weite/Höhe | Platz  |
| ----------- | ----------- | ------------- | ------------- | ---------- | ------ |
| Hamish Kerr | Hochsprung  | 2,22 m        | 19            | DNQ        | DNQ    |
| Jacko Gill  | Kugelstoßen | 21,49 m       | 06            | 21,76 m    | 06     |
| Tomas Walsh | Kugelstoßen | 21,73 m       | 03            | 22,05 m    | 04     |
| Connor Bell | Diskuswurf  | 63,72 m       | 12            | 63,23 m    | 10     |

### Frauen

#### Laufdisziplinen
| Athletin      | Disziplin    | Vorlauf     | Vorlauf | Halbfinale | Halbfinale | Finale | Finale |
| Athletin      | Disziplin    | Zeit        | Platz   | Zeit       | Platz      | Zeit   | Platz  |
| ------------- | ------------ | ----------- | ------- | ---------- | ---------- | ------ | ------ |
| Zoe Hobbs     | 100 m        | 11,14 s     | 03      | 11,02 s    | 04         | DNQ    | DNQ    |
| Georgia Hulls | 200 m        | 23,36 s     | 05      | DNQ        | DNQ        | –      | –      |
| Rosie Elliott | 400 m        | 52,88 s     | 08      | DNQ        | DNQ        | –      | –      |
| Portia Bing   | 400 m Hürden | 1:06,97 min | 08      | DNQ        | DNQ        | –      | –      |

#### Sprung/Wurf
| Athletin            | Disziplin      | Qualifikation | Qualifikation | Finale     | Finale |
| Athletin            | Disziplin      | Weite/Höhe    | Platz         | Weite/Höhe | Platz  |
| ------------------- | -------------- | ------------- | ------------- | ---------- | ------ |
| Imogen Ayris        | Stabhochsprung | 4,50 m        | 18            | DNQ        | DNQ    |
| Eliza McCartney     | Stabhochsprung | NM            | NM            | DNQ        | DNQ    |
| Olivia McTaggart    | Stabhochsprung | 4,35 m        | 24            | DNQ        | DNQ    |
| Maddison-Lee Wesche | Kugelstoßen    | 18,59 m       | 12            | 19,51 m PB | 07     |
| Lauren Bruce        | Hammerwurf     | 67,10 m       | 28            | DNQ        | DNQ    |
| Tori Peeters        | Speerwurf      | 59,50 m       | 13            | DNQ        | DNQ    |